# Kinloch (Missouri)
Kinloch – miasto w Stanach Zjednoczonych, w stanie Missouri, w hrabstwie St. Louis.